# Halecium labiatum
Halecium labiatum is een hydroïdpoliep uit de familie Haleciidae. De poliep komt uit het geslacht Halecium. Halecium labiatum werd in 1933 voor het eerst wetenschappelijk beschreven door Billard. 